# Elecciones generales del Reino Unido de 1859
En las elecciones generales del Reino Unido de 1859 los Whig, liderados por Lord Palmerston obtuvo la mayoría de los escaños de la Cámara de los Comunes por sobre los conservadores encabezados por el duque Stanley.

## Resultados
| Partido | Partido             | Votos   | %    | Escaños | Dif. |
|         | Whig                | 372,117 | 65,7 | 356     | - 21 |
|         | Partido Conservador | 193,232 | 34,3 | 298     | + 34 |
|         | Cartismo            | 151     | 0,0  | 0       | 0    |

Recuento total de votos: 565.500